# Rolf Meyn (Grafiker)
Rolf Meyn (* 18. November 1930 in Lüneburg; † 11. August 2013 in Hamburg) war ein deutscher Maler und Grafiker.

## Leben
Nach der Schulzeit legte er 1951 sein Abitur am Johanneum Lüneburg ab. Die Kriegsjahre erlebt Meyn als Luftschutzmelder und im Deutschen Jungvolk. Am Kriegsgeschehen nahm er nicht aktiv teil.
1951 bis 1955 studierte er an der Hochschule für bildende Künste Hamburg (ehemalige Landeskunstschule Hamburg) bei Alfred Mahlau gemeinsam mit Peter Neugebauer, Horst Janssen, Christoph Drescher, Vicco von Bülow, alias Loriot, Gero Flurschütz, Herbert Grunwaldt, Hanns Jatzlau, Albert Christoph Reck, u. a. In Hamburg war er ab 1953 unter anderem mit der Kunstausstattung von Passagierschiffen der Reedereien HAPAG und Ernst Russ im Auftrag von Edgar Horstmann beschäftigt. Ab 1954 entwickelte er gemeinsam mit seiner späteren Frau, Marion Kindler, maßgebliche gestalterische Entwürfe und Ausstattungen für das Künstlerfest LiLaLe unter der Leitung von Kurt Kranz.
Als freischaffender Künstler arbeitete er seit 1956 vor allem in Hamburg und unternahm Studienreisen durch Europa und nach Kanada. 1959 hielt er sich dabei für längere Zeit im Orient auf (Türkei, Persien). Nach seiner Rückkehr arbeitete er ab 1960 als Dozent an einer Volkshochschule. 1966 erhielt er einen Lehrauftrag an der ehemaligen Meisterschule für Mode, der Fachhochschule für Gestaltung in Hamburg. 
Seit 1981 arbeitete er in Ateliers in Hamburg und im Département Vaucluse in der französischen Provence.

1957 heiratete er seine Kollegin Marion Kindler, mit der einen Sohn, Boris Meyn, hatte.

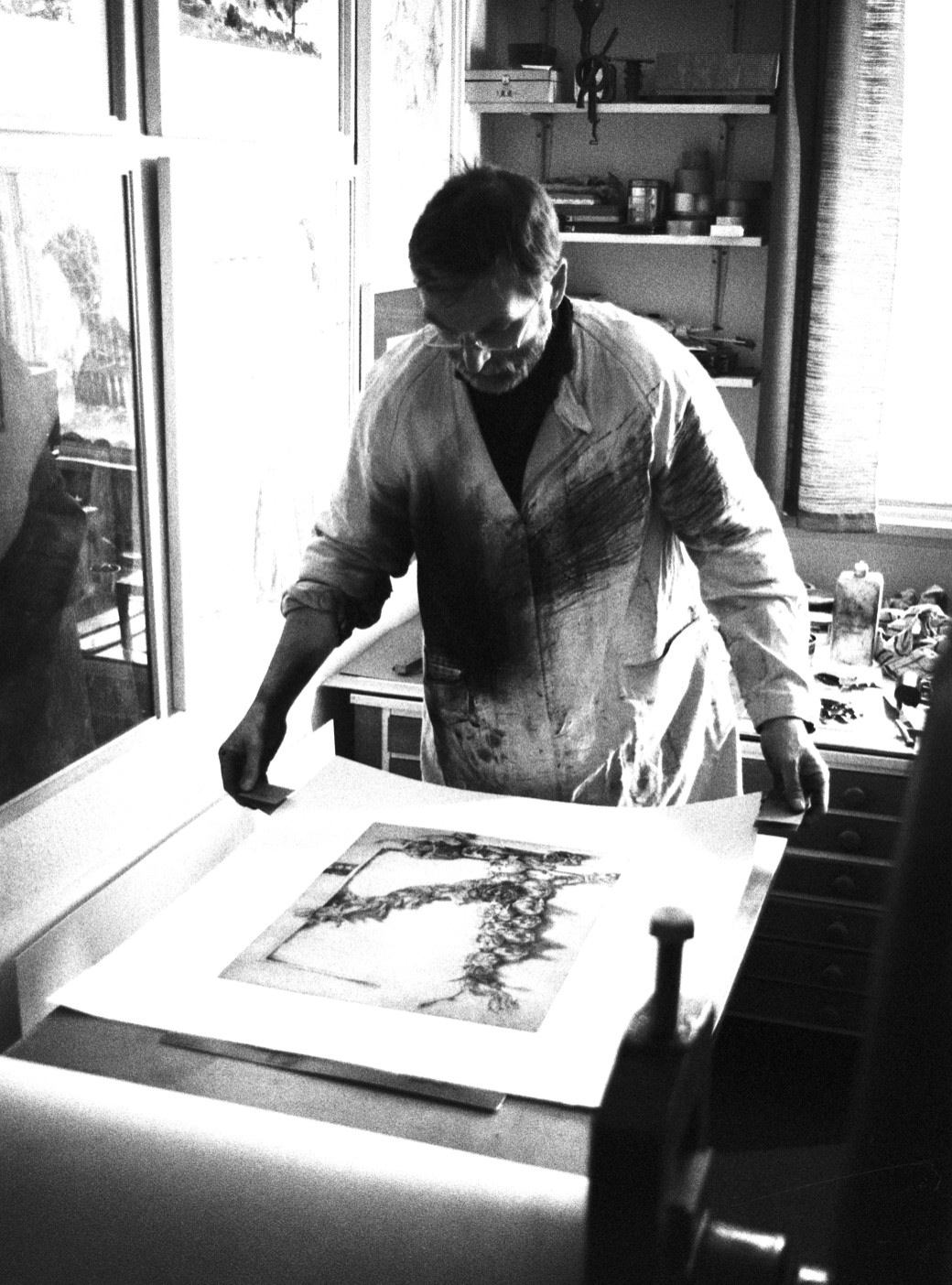
Rolf Meyn 1978 an der Druckpresse in seinem Atelier in Hamburg

## Werk
Meyn fertigte vor allem Handzeichnungen in Bleistift und Farbstift, sowie mit der Kielfeder (Scriptol) an. Nach frühen Versuchen in Tempera (60er) und teils großformatigen Ölkreiden (Jaxon) arbeitete er ab Mitte der 80er Jahre vorrangig mit Aquarellen, Gouachen (Mischtechniken) und Pastellen. Außerdem benutzte er Techniken wie den Holzschnitt, Linolschnitt, später Strichätzung und Kaltnadelradierung in Zink und Kupfer, Aquatinta, offene Flächenätzungen, Farbmono, Mezzotinto und vernis mou. Im Gegensatz zu vielen Künstlern wurde das gesamte Radierwerk von Meyn selbst gedruckt, seit 1963 auf eigenen Pressen.
Meyns Arbeiten finden sich gleichermaßen in privatem Besitz, wie auch in öffentlichen Sammlungen.

## Einzelausstellungen (Auswahl)
- 1960 Clubheim der Deutschen BP
- 1964 Gallery House Sol, Georgetown, Canada
- 1967 Kunsthaus, Hamburg
- 1968 New Etchings, Gallery House Sol, Canada
- Evangelische Akademie, Bad Segeberg
- 1974 Hotel Bremen, Berlin
- 1975 Dresdner Bank Flensburg
- Dresdner Bank Ahrensburg
- 1976 Galerie Sen Gupta, Hamburg
- Marstall, Neuburg/Donau
- 1977 Stadtbibliothek, Bremen
- 1978 1x6 Kunsthaus, Hamburg
- 1979 Galerie Mohr, Ahrensburg
- 1980 Kunstkreis Schenefeld
- 1981 Galerie beim Dom, Bardowick
- 1982 Emslandmuseum Schloß Clemenswerth, Sögel
- 1983 Künstlerclub Die Insel, Hamburg
- 1985 Kleine Orangerie Schloß Charlottenburg, Berlin
- 1988 Galerie Riemenschneider/AMSA, Hamburg
- 1990 Emslandmuseum Schloß Clemenswerth, Sögel
- 1991 Oberpostdirektion, Hamburg
- 1992 Reepschlägerhaus, Wedel
- 1993 Palais für aktuelle Kunst
- 1999 Institut Francais, Rostock
- 2001 Evangelische Akademie, Bad Segeberg
- 2002 Emslandmuseum Schloß Clemenswerth, Sögel
- 2003 Städtisches Museum Göttingen
- 2009 Möllner Museum, Historisches Rathaus, Mölln[1]
- 2010 Kunstverein Elmshorn[2]
- 2011 Galerie Kohlstedt, Deutsch-Evern
- 2012 Segeberger Kunstverein, Bad Segeberg[3]

## Bibliographie

### Werkkataloge (Auswahl)
- 1954 Konrad Tegtmeier, Das ist Hamburg, Hamburg.
- 1955 Geschichte der Staatlichen Hochschule für bildende Künste, Hamburg
- 1969 Hans Platte, Zu den Zeichnungen, Rolf Meyn, Christians, Hamburg
- 1971 Heinz Spielmann, Hamburger Maler sehen Hamburg, Hamburg, ISBN 978-3-76720-187-3
- 1974 Volker Detlef Heydorn, Maler in Hamburg II, 1945–66, Hamburg, ISBN 978-3-76720-277-1
- Volker Detlef Heydorn, Maler in Hamburg III, 1966–74, Hamburg, ISBN 978-3-76720-290-0
- 1977 Volker Detlef Heydorn, Maler in Hamburg IV, Druckgraphik, ISBN 978-3-76720-480-5
- 1980 Dieter Joachim Jessel, Rolf Meyn, Radierungen 1952-1980, Hamburg
- Ernst Rump; Erich Könnecke, Lexikon bildender Künstler Hamburgs, Altonas, und der näheren Umgebung, Hamburg 1912, erw. Neudruck
- 1982 Künstler in Hamburg, Christians, Hamburg
- Peter Reindl, Alfred Mahlau und seine Schüler, Christians, Hamburg, ISBN 978-3-76720-797-4
- 1990 Eckard Wagner, Rolf Meyn, Handzeichnungen und Radierungen 1981-1989 (Gesamtverzeichnis Radierwerk), Hower, Hamburg
- 1991 Gesamtkatalog Schleswig-Holsteinischer Künstler, Kiel
- 2002 Eckhard Michael, Rolf Meyn, Aquarelle, Handzeichnungen und Radierungen (Fortsetzung Werkverzeichnis Radierungen ab 1981) Oltmanns, Hamburg
- 2003 Jens Uwe Brinkmann; Eckard Wagner, Rolf Meyn, Landschaft und Stillleben, Goltze, Göttingen

### Illustrationen (Auswahl)

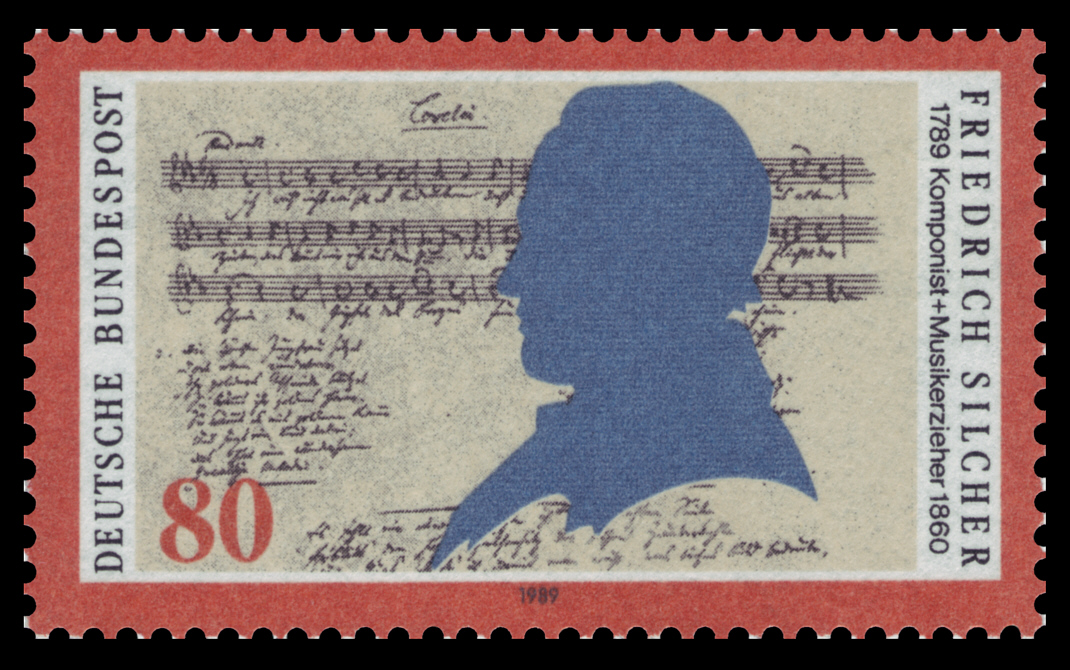
200. Geburtstag von Friedrich Silcher: Sonderbriefmarke der Deutschen Bundespost von 1989

- 1958 Heinrich Schmidt-Barrien, Und bauen den Bienen ein Haus, Hamburg
- 1961 Peter Gording, Lotse an Bord, Baken Verlag, Hamburg
- 1964 Die rote Leiter (Schul-Fibel), Herrmann Schroedel Verlag
- Peter Gording, Trawler vor Grönland, Baken, Hamburg
- Hochschulführer, Die ZEIT-BÜCHER, Nannen, Hamburg
- Rudolf Braunburg, Atlantikflug, Baken, Hamburg
- 1966 Herbert Plate, Das Beste aber ist das Wasser, Hamburg
- 1967 Barbara Bartos-Höppner, Aus einer Handvoll Ton, Baken, Hamburg
- Elaine Dundy, Ein Abend zu zweit, Krüger, Hamburg
- 1968 Davis Grubb, meines bruders schatten, Krüger, Hamburg
- 1989 Briefmarke, Friedrich Silcher 80 Pfennig, Deutsche Bundespost